# ISO 3166-2:PY

Departamentos und Hauptstadtdistrikt in Paraguay

Die Liste der ISO-3166-2-Codes für  Paraguay enthält die Codes für die 17 Departamentos in Paraguay und einem Hauptstadtdistrikt.

Die Codes bestehen aus zwei Teilen, die durch einen Bindestrich voneinander getrennt sind. Der erste Teil gibt den Landescode gemäß ISO 3166-1 (für  Paraguay PY), der zweite den Code für das Departamento wieder.
Die aktuellen Codes stehen auf der Seite der ISO unter #iso:code:3166:PY zur Verfügung.

| Departamento                 | Code   |
| ---------------------------- | ------ |
| Alto Paraguay                | PY-16  |
| Alto Paraná                  | PY-10  |
| Amambay                      | PY-13  |
| Boquerón                     | PY-19  |
| Caaguazú                     | PY-5   |
| Caazapá                      | PY-6   |
| Canindeyú                    | PY-14  |
| Central                      | PY-11  |
| Concepción                   | PY-1   |
| Cordillera                   | PY-3   |
| Asunción (Distrito Capital)1 | PY-ASU |
| Guairá                       | PY-4   |
| Itapúa                       | PY-7   |
| Misiones                     | PY-8   |
| Ñeembucú                     | PY-12  |
| Paraguarí                    | PY-9   |
| Presidente Hayes             | PY-15  |
| San Pedro                    | PY-2   |

1Hauptstadtdistrikt